# Primetime Emmy Award för bästa kvinnliga huvudroll i en dramaserie
Primetime Emmy Award för bästa kvinnliga huvudroll i en dramaserie är en utmärkelse som delats ut (under lite olika namn) 1959 ochsedan 1966. Åren 1954–1958 samt 1960–1965 var inte priserna för bästa skådespelare inte uppdelade efter genre, och kunde delas ut till drama- eller komediskådespelare. 1955, 1957 och 1961 delades priset för bästa kvinliga skådespelare ut till skådespelare i dramaserier.

## Vinnare och nominerade sedan år 2000

### 2000-talet
| År   | Skådespelare       | TV-serie                          |
| ---- | ------------------ | --------------------------------- |
| 2000 | Sela Ward          | Once and Again                    |
| 2000 | Lorraine Bracco    | Sopranos                          |
| 2000 | Amy Brenneman      | Vem dömer Amy?                    |
| 2000 | Edie Falco         | Sopranos                          |
| 2000 | Julianna Margulies | Cityakuten                        |
| 2001 | Edie Falco         | Sopranos                          |
| 2001 | Lorraine Bracco    | Sopranos                          |
| 2001 | Amy Brenneman      | Vem dömer Amy?                    |
| 2001 | Marg Helgenberger  | CSI: Crime Scene Investigation    |
| 2001 | Sela Ward          | Once and Again                    |
| 2002 | Allison Janney     | Vita huset                        |
| 2002 | Amy Brenneman      | Vem dömer Amy?                    |
| 2002 | Frances Conroy     | Six Feet Under                    |
| 2002 | Jennifer Garner    | Alias                             |
| 2002 | Rachel Griffiths   | Six Feet Under                    |
| 2003 | Edie Falco         | Sopranos                          |
| 2003 | Frances Conroy     | Six Feet Under                    |
| 2003 | Jennifer Garner    | Alias                             |
| 2003 | Marg Helgenberger  | CSI: Crime Scene Investigation    |
| 2003 | Allison Janney     | Vita huset                        |
| 2004 | Allison Janney     | Vita huset                        |
| 2004 | Edie Falco         | Sopranos                          |
| 2004 | Jennifer Garner    | Alias                             |
| 2004 | Mariska Hargitay   | Law & Order: Special Victims Unit |
| 2004 | Amber Tamblyn      | Mellan himmel och jord            |
| 2005 | Patricia Arquette  | Medium                            |
| 2005 | Glenn Close        | The Shield                        |
| 2005 | Frances Conroy     | Six Feet Under                    |
| 2005 | Jennifer Garner    | Alias                             |
| 2005 | Mariska Hargitay   | Law & Order: Special Victims Unit |
| 2006 | Mariska Hargitay   | Law & Order: Special Victims Unit |
| 2006 | Frances Conroy     | Six Feet Under                    |
| 2006 | Geena Davis        | Commander in Chief                |
| 2006 | Allison Janney     | Vita huset                        |
| 2006 | Kyra Sedgwick      | The Closer                        |
| 2007 | Sally Field        | Brothers & Sisters                |
| 2007 | Patricia Arquette  | Medium                            |
| 2007 | Minnie Driver      | The Riches                        |
| 2007 | Edie Falco         | Sopranos                          |
| 2007 | Mariska Hargitay   | Law & Order: Special Victims Unit |
| 2007 | Kyra Sedgwick      | The Closer                        |
| 2008 | Glenn Close        | Damages                           |
| 2008 | Sally Field        | Brothers & Sisters                |
| 2008 | Mariska Hargitay   | Law & Order: Special Victims Unit |
| 2008 | Holly Hunter       | Saving Grace                      |
| 2008 | Kyra Sedgwick      | The Closer                        |
| 2009 | Glenn Close        | Damages                           |
| 2009 | Sally Field        | Brothers & Sisters                |
| 2009 | Mariska Hargitay   | Law & Order: Special Victims Unit |
| 2009 | Holly Hunter       | Saving Grace                      |
| 2009 | Elisabeth Moss     | Mad Men                           |
| 2009 | Kyra Sedgwick      | The Closer                        |

### 2010-talet
| År   | Skådespelare       | TV-serie                          |
| ---- | ------------------ | --------------------------------- |
| 2010 | Kyra Sedgwick      | The Closer                        |
| 2010 | Connie Britton     | Friday Night Lights               |
| 2010 | Glenn Close        | Damages                           |
| 2010 | Mariska Hargitay   | Law & Order: Special Victims Unit |
| 2010 | January Jones      | Mad Men                           |
| 2010 | Julianna Margulies | The Good Wife                     |
| 2011 | Julianna Margulies | The Good Wife                     |
| 2011 | Kathy Bates        | Harry's Law                       |
| 2011 | Connie Britton     | Friday Night Lights               |
| 2011 | Mireille Enos      | The Killing                       |
| 2011 | Mariska Hargitay   | Law & Order: Special Victims Unit |
| 2011 | Elisabeth Moss     | Mad Men                           |
| 2012 | Claire Danes       | Homeland                          |
| 2012 | Kathy Bates        | Harry's Law                       |
| 2012 | Glenn Close        | Damages                           |
| 2012 | Michelle Dockery   | Downton Abbey                     |
| 2012 | Julianna Margulies | The Good Wife                     |
| 2012 | Elisabeth Moss     | Mad Men                           |
| 2013 | Claire Danes       | Homeland                          |
| 2013 | Connie Britton     | Nashville                         |
| 2013 | Michelle Dockery   | Downton Abbey                     |
| 2013 | Vera Farmiga       | Bates Motel                       |
| 2013 | Elisabeth Moss     | Mad Men                           |
| 2013 | Kerry Washington   | Scandal                           |
| 2013 | Robin Wright       | House of Cards                    |
| 2014 | Julianna Margulies | The Good Wife                     |
| 2014 | Lizzy Caplan       | Masters of Sex                    |
| 2014 | Claire Danes       | Homeland                          |
| 2014 | Michelle Dockery   | Downton Abbey                     |
| 2014 | Kerry Washington   | Scandal                           |
| 2014 | Robin Wright       | House of Cards                    |
| 2015 | Viola Davis        | How to Get Away with Murder       |
| 2015 | Claire Danes       | Homeland                          |
| 2015 | Taraji P. Henson   | Empire                            |
| 2015 | Tatiana Maslany    | Orphan Black                      |
| 2015 | Elisabeth Moss     | Mad Men                           |
| 2015 | Robin Wright       | House of Cards                    |
| 2016 | Tatiana Maslany    | Orphan Black                      |
| 2016 | Claire Danes       | Homeland                          |
| 2016 | Viola Davis        | How to Get Away with Murder       |
| 2016 | Taraji P. Henson   | Empire                            |
| 2016 | Keri Russell       | The Americans                     |
| 2016 | Robin Wright       | House of Cards                    |
| 2017 | Elisabeth Moss     | The Handmaid's Tale               |
| 2017 | Viola Davis        | How to Get Away with Murder       |
| 2017 | Claire Foy         | The Crown                         |
| 2017 | Keri Russell       | The Americans                     |
| 2017 | Evan Rachel Wood   | Westworld                         |
| 2017 | Robin Wright       | House of Cards                    |
| 2018 | Claire Foy         | The Crown                         |
| 2018 | Tatiana Maslany    | Orphan Black                      |
| 2018 | Elisabeth Moss     | The Handmaid's Tale               |
| 2018 | Sandra Oh          | Killing Eve                       |
| 2018 | Keri Russell       | The Americans                     |
| 2018 | Evan Rachel Wood   | Westworld                         |
| 2019 | Jodie Comer        | Killing Eve                       |
| 2019 | Emilia Clarke      | Game of Thrones                   |
| 2019 | Viola Davis        | How to Get Away with Murder       |
| 2019 | Laura Linney       | Ozark                             |
| 2019 | Mandy Moore        | This Is Us                        |
| 2019 | Sandra Oh          | Killing Eve                       |
| 2019 | Robin Wright       | House of Cards                    |

### 2020-talet
| År   | Skådespelare     | TV-serie         |
| ---- | ---------------- | ---------------- |
| 2020 | Zendaya          | Euphoria         |
| 2020 | Jennifer Aniston | The Morning Show |
| 2020 | Olivia Colman    | The Crown        |
| 2020 | Jodie Comer      | Killing Eve      |
| 2020 | Laura Linney     | Ozark            |
| 2020 | Sandra Oh        | Killing Eve      |